# Джуліан Гловер
Джуліан Гловер (англ. Julian Glover; нар. 27 березня 1935, Гампстед, Англія, Велика Британія) — англійський актор театру, кіно та телебачення.

## Біографія
Народився в Гампстеді, Англія, Велика Британія в родині радіопродюсера BBC Клода Гордона Гловера та журналістки Онор Еллен Морган (уроджена Ваятт). Здобув освіту у Бристольській граматичній школі та в школі Аллена в Лондоні.
2013 року нагороджений Орденом Британської Імперії.

## Кар'єра
Дебютну роль зіграв 1953 року в спектаклі «Пантоміма» в Лондонському New Theatre, з 1960-х роках знімавься для телебачення.
У 1980-х роках зіграв ролі у фільмах: генерала Вірса «Зоряні війни. Епізод V. Імперія завдає удару у відповідь», Арістотеля Крістатоса в «Тільки для ваших очей» та Волтера Донована в «Індіана Джонс і останній хрестовий похід».
У 2000-х роках озвучив павука Арагога у фільмі «Гаррі Поттер і Таємна кімната». 2004 року вийшов фільм «Троя», в якому він зіграв царя Тріопа.
З 2011 до 2016 року був задіяний у телесеріалі «Гра престолів», в якому зіграв мейстера Піцеля.

## Особисте життя
У 1957—1966 роках був одружений з акторкою Айлін Еткінс (нар. 1937).
З наступною дружиною Айлою Блер познайомився на репетиції постановки Босвелла «Життя Джонсона». 1968 року вони одружилися, а через 10 років повінчалися. У подружжя є син — актор Джеймі Гловер.

## Фільмографія

### Фільми
| Рік  | Назва                                                      | Оригінальна назва                                | Роль                    | Примітки  |
| ---- | ---------------------------------------------------------- | ------------------------------------------------ | ----------------------- | --------- |
| 1963 | «Том Джонс»                                                | Tom Jones                                        | Нортентон               |           |
| 1964 | «Дівчина з зеленима очима»                                 | Girl with Green Eyes                             | Малакі Силіван          |           |
| 1965 | «Вбивство за алфавітом»                                    | The Alphabet Murders                             | Дон                     |           |
| 1966 | «Театр смерті»                                             | Theatre of Death                                 | Чарльз Маркіз           |           |
| 1966 | «Я була тут щаслива»                                       | I Was Happy Here                                 | Мет'ю Ленгдон           |           |
| 1967 | «Куотермасс і колодязь»                                    | Quatermass and the Pit                           | полковник Джеймс Брин   |           |
| 1968 | «Маг»                                                      | The Magus                                        | Антон                   |           |
| 1969 | «Альфред Великий»                                          | Alfred the Great                                 | Етельстан               |           |
| 1970 | «Остання граната»                                          | The Last Grenade                                 | Енді Роял               |           |
| 1970 | «Буремний перевал»                                         | Wuthering Heights                                | Гіндлі Еншо             |           |
| 1971 | «Микола і Олександра»                                      | Nicholas and Alexandra                           | Гапон                   |           |
| 1972 | «Антоній та Клеопатра»                                     | Antony and Cleopatra                             | Процеліус               |           |
| 1973 | «Гітлер: Останні десять днів»                              | Hitler: The Last Ten Days                        | Фегелейн                |           |
| 1974 | «Фаворит»                                                  | Dead Cert                                        | Лодж                    |           |
| 1977 | «Мандри Гулівера»                                          | Gulliver's Travels                               |                         | озвучка   |
| 1980 | «Зоряні війни. Епізод V. Імперія завдає удару у відповідь» | The Empire Strikes Back                          | Максиміліан Вірс        |           |
| 1981 | «Тільки для ваших очей»                                    | For Your Eyes Only                               | Арістотель Крістатос    |           |
| 1982 | «Айвенго»                                                  | Ivanhoe                                          | король Річард           |           |
| 1983 | «Пил та спека»                                             | Heat and Dust                                    | Кровфорд                |           |
| 1986 | «Анастасія: Загадка Анни»                                  | Anastasia: The Mystery of Anna                   | Кобилинський            |           |
| 1987 | «Четвертий протокол»                                       | The Fourth Protocol                              | Браян Сміт              |           |
| 1987 | «Мандела»                                                  | Mandela                                          | молодший офіцер поліції |           |
| 1987 | «Поклик свободи»                                           | Cry Freedom                                      | Дон Кард                |           |
| 1988 | «Бивні»                                                    | Tusks                                            | Ян Тейлор               |           |
| 1989 | «Індіана Джонс і останній хрестовий похід»                 | Indiana Jones and the Last Crusade               | Волтер Донован          |           |
| 1990 | «Острів скарбів»                                           | Treasure Island                                  | Доктор Лівсі            |           |
| 1991 | «Король Ральф»                                             | King Ralph                                       | Король Густав           |           |
| 1997 | «Суто англійські вбивства»                                 | Midsomer Murders: The Killings at Badger's Drift | Генрі Трейс             |           |
| 2000 | «Ватель»                                                   | Vatel                                            | принц Конде             |           |
| 2002 | «Гаррі Поттер і Таємна кімната»                            | Harry Potter and the Chamber of Secrets          | павук Арагог            | озвучка   |
| 2004 | «Троя»                                                     | Troy                                             | Тріоп                   |           |
| 2004 | «Нитки»                                                    | Strings                                          | Каро                    | озвучення |
| 2006 | «Сенсація»                                                 | Scoop                                            | Лорд Лайман             |           |
| 2008 | «Дзеркала»                                                 | Mirrors                                          | Роберт Ессекер          |           |
| 2009 | «Молода Вікторія»                                          | The Young Victoria                               | Артур Веллслі           |           |
| 2013 | «Вторгнення ззовні»                                        | U.F.O.                                           | Джон Джонс              |           |
| 2022 | «Тар»                                                      | Tár                                              | Андріс Девіс            |           |

### Серіали
| Рік       | Назва                            | Оригінальна назва         | Роль                                      | Примітки    |
| --------- | -------------------------------- | ------------------------- | ----------------------------------------- | ----------- |
| 1960      | «Андрокл і лев»                  | Androcles and the Lion    | капітан                                   | 2 епізоди   |
| 1960      | «Готель „Імперіал“»              | Hotel Imperial            | репортер                                  | 1 епізод    |
| 1960      | «Ера королів»                    | An Age of Kings           | 8 ролей                                   | 14 епізодів |
| 1960      | «Факт і вигадка»                 | Fact and Fiction          | Геір Грант                                | 1 епізод    |
| 1962      | «Поза цим світом»                | Out of This World         | Дейв Шерідан                              | 1 епізод    |
| 1962—1964 | «Автомобілі Z»                   | Z Cars                    | Дерек                                     | 2 епізоди   |
| 1962      | «Без прихованого місця»          | No Hiding Place           | Джек Фрейзер                              | 1 епізод    |
| 1963      | «ITV телетеатр»                  | ITV Television Playhouse  | Колдер                                    | 1 епізод    |
| 1964      | «Шпигунство»                     | Espionage                 | товариш                                   | 1 епізод    |
| 1964      | «Парад історій»                  | Story Parade              | оповідач                                  | 1 епізод    |
| 1964      | «Театр у четвер»                 | Thursday Theatre          | Едвард                                    | 1 епізод    |
| 1964—1966 | «ITV п'єса тижня»                | ITV Play of the Week      | Еджеймс/Вільм                             | 2 епізоди   |
| 1964—1968 | «Святий»                         | The Saint                 | Рамон/Гіллорем                            | 2 епізоди   |
| 1965      | «Хрестовий похід» («Доктор Хто») | The Crusade (Doctor Who)  | Річард Левове Серце                       | 4 епізоди   |
| 1965—1968 | «П'єса середи»                   | The Wednesday Play        | Джеймс/Майор Мет'юз                       | 2 епізоди   |
| 1966      | "ITV недільна вечірня драма "    | ITV Sunday Night Drama    | Чейссер                                   | 1 епізод    |
| 1967      | «Месники»                        | The Avengers              | Масгард/Майор Пітер Рукі/Руперт Ласіндолл | 4 епізоди   |
| 1968      | «Чемпіони»                       | The Champions             | Андерсон                                  | 1 епізод    |
| 1972      | «Пастка шпигуна»                 | Spy Trap                  | командир Андерсон                         | 36 епізодів |
| 1975      | «Космос: 1999»                   | Space: 1999               | Джерек                                    | 1 епізод    |
| 1978      | «Сімка Блейка»                   | Blake's 7                 | Кейн                                      | 1 епізод    |
| 1979      | «Місто смерті» («Доктор Хто»)    | City of Death(Doctor Who) | граф Скарлиони                            | 4 епізоди   |
| 1983      | «Домбі і син»                    | Dombey and Son            | містер Домбі                              | 10 епізодів |
| 1985      | «Ремінгтон Стіл»                 | Remington Steele          | інспектор Ломбард                         |             |
| 1987–1989 | «Побажай успіху»                 | Wish Me Luck              | Джеймс Кадоган                            | 15 епізодів |
| 1995      | «Шеф»                            | The Chief                 | Ендрю Блейк                               |             |
| 2006      | «Імпресіоністи»                  | The Impressionists        | Клод Моне                                 | міні-серіал |
| 2011–2016 | «Гра престолів»                  | Game of Thrones           | мейстер Піцель                            | 31 епізод   |
| 2012      | «Мерлін»                         | Merlin                    | Локру                                     | 1 епізод    |